# MoarVM
MoarVM (Metamodel On A Runtime Virtual Machine) è una macchina virtuale progettata specificamente per il sistema ad oggetti 6model. È stata sviluppata principalmente per eseguire il compilatore Rakudo e il toolchain NQP (Not Quite Perl), ma può essere utilizzata come backend per qualsiasi compilatore costruito utilizzando il toolchain NQP.  Viene costruita come VM aggiuntiva per NQP e Perl 6.
Il lavoro inizia sulla MoarVM nel marzo 2012; il progetto fu annunciato pubblicamente l'anno seguente, 31 maggio 2013.
Nel marzo del 2014, è la più veloce VM per Rakudo  e NQP (Not Quite Perl) nella partenza è nella velocità di compilazione.  Tuttavia Rakudo su JVM è ancora più veloce per velocità di esecuzione di programmi lunghi.
MoarVM è disponibile sotto la Artistic License 2.0.